# 大気圏
大気圏 (たいきけん、英: atmosphere) あるいは気圏 (きけん) は、天体の大気の層である。大気 (たいき、英: atmosphere、羅: Atmosphaera) は、天体を取り囲む気体のことである 。

## 概要
大気は天体の重力によって引きつけられ、保持（宇宙空間への拡散が妨げられること）されている。天体の重力が強く、大気の温度が低いほど大気は保持される。
太陽系においては、最も小さい水星を除く全ての惑星に、はっきりとした大気圏がみられる。中でも、木星型惑星は非常に深い大気圏を持ち、惑星そのものが主に気体によって構成されていると言える。衛星では、土星の衛星タイタンが、地球よりも濃い大気圏を持つことで知られる。また、海王星の衛星トリトンや、土星の衛星エンケラドゥスが薄い大気圏を持つ。他の天体は、極めて薄い大気圏しか持たない。例えば、月（ナトリウムガス）・水星（ナトリウムガス）・エウロパ（酸素）・イオ（二酸化硫黄）である。準惑星の一つである冥王星にも窒素・メタン・一酸化炭素などの気体成分が存在するが、気体として存在するのは太陽に接近した時のみで、他の大部分の期間は固体となる。
太陽系の外にある惑星の中にも、大気圏を持つことが分かっているものがある。ペガスス座に位置する恒星ペガスス座V376星の惑星オシリスは、初めて大気の存在が確認された太陽系外惑星である。恒星間の惑星も、理論的には高濃度の大気を保持している可能性がある

## 進化
大気圏の形成は一般的に、惑星の形成期と内部気体漏出後の、原子太陽系星雲の化学作用と温度に関連があると考えられている。大気圏は最初の発生から何度も変革を繰り返し、それぞれ多様な組成となって現在に至る。
表面重力（気体を押さえつける力）は、惑星の間で大きく異なる。たとえば、木星型惑星の内で最も大きな表面重力をもつ木星は、水素やヘリウムのように非常に軽く、表面重力が弱い惑星では保持することができないような気体も保持することができる。
このほか太陽からの距離も、気体分子を宇宙速度（気体分子が惑星の重力による捕捉を逃れる速度）を上回るまで熱する事ができるか否かを決定する要因である。従って、遠く離れ低温のタイタンやトリトン、そして冥王星は、その重力が比較的小さいにもかかわらず大気を保持することができる。
気体はどんな温度であるにせよ、様々な速度で動き回る分子を持っているので、常に少量は宇宙空間に放出されている。同じ熱運動エネルギーを持っている場合、軽い分子は重い分子よりも速く移動するので、低分子の気体は高分子のそれより早い段階で失われる。
金星と火星はその大部分の水を太陽の紫外線により水素と酸素に光解離され、そのうち水素が宇宙に放出された段階で失ったと考えられている。この点、地球の持つ磁場は、太陽風の水素の放出を補助する働きを妨げる。
大気の減少をもたらし得る要因には、表土や極冠への太陽風によって誘発されたスパッタリング現象、浸食、風化などがある。地球の大気の構成は、主にそれらの現象の副産物によって維持されているのである。

## 重要性
惑星という観点から見ると、大気は地質学者が惑星が惑星の形態をなすまでの作用を考える上で重要なものである。風は、ちりや粒子など、土地の起伏を浸食し堆積物を残す（風成システムとも呼ばれる）。霜や降水も、起伏に左右される。気候変動は、惑星の地史に影響を及ぼしうる。地球の表面についての研究は、惑星の大気圏・気候の現在、過去両方の理解をもたらす。
気象学者にとって、大気圏の構成は気候とその変化を決定するものであり、生物学者にとっては、大気圏の構成は生物の発現や進化と密接に関連しているものである。